# Witchboard (film, 2024)
Cet article concerne le remake. Pour le film original, voir Witchboard.
Série
Witchboard III: The Possession
(1995)
Pour plus de détails, voir Fiche technique et Distribution.
Witchboard est un film américain réalisé par Chuck Russell et sorti en 2024. Il s'agit d'un remake du film du même nom de Kevin Tenney sorti en 1986.
Il est présenté en avant-première au festival FanTasia 2024 et sort dans les salles américaines l'année suivante.

## Synopsis
Emily et son petit-ami Christian s'installent avec des amis à La Nouvelle-Orléans. Ils y rachètent et rénovent une vieille remise du Vieux carré français pour en faire un café bio. En fouillant dans la bâtisse, Emily tombe sur une vieille planche à pendule Ouija, jadis utilisée pour invoquer les esprits. Christian s'inquiète alors pour Emily et fait appel à Alexander Babtiste, expert en occultisme. De nombreux évènements vont se produire avec notamment l'apparition d'un clan de sorcières blanches.

## Fiche technique
Sauf indication contraire, les informations mentionnées dans cette section peuvent être confirmées par la base de données cinématographiques IMDb,  présente dans la section « Liens externes ».
- Titre original : Witchboard
- Réalisation : Chuck Russell
- Scénario : Chuck Russell et Greg McKay, d'après les personnages créés par Kevin Tenney
- Musique : Sam Ewing
- Décors : Camille Parent
- Costumes : Véronique Marchessault
- Photographie : Yaron Levy
- Montage : N/A
- Production : Bernie Gewissler, Greg McKay, Jean-François Roesler, Chuck Russell et Kade Vu

Producteurs délégués : Sarah Buxton, John Paul Isham, Walter Josten, Yannick Sadler et Eric Schiermeyer
- Société de production : A-Nation Media
- Société de distribution : Gala Films (États-Unis)
- Budget : N/A
- Pays de production :  États-Unis
- Langue originale : anglais
- Format : couleur
- Genre : horreur, fantastique
- Durée : 115 minutes
- Date de sortie[2] :
  - Canada : 26 juillet 2024 (avant-première à FanTasia)
  - États-Unis : 15 août 2025

## Distribution
- Jamie Campbell Bower : Alexander Babtiste
- Madison Iseman : Emily
- Aaron Dominguez : Christian
- Antonia Desplat : Naga Soth
- Charlie Tahan : Richie
- Mel Jarnson : Brooke
- David La Haye : Bishop Grogan

## Production
En 2017, Chuck Russell et Greg McKay sont annoncés à l'écriture d'un remake du film Witchboard sorti en 1986. En mai 2019, Chuck Russell est également annoncé comme réalisateur du long métrage qui sera produit par Grimmfest, Minds Eye Entertainment, Falconer Pictures et M2 Media Post. En mars 2023, la préproduction démarre finalement avec la société de production A-Nation Media.
Le tournage se déroule à Montréal et La Nouvelle-Orléans, d'avril à juin 2023,,. Quelques scènes sont filmées à Sainte-Anne-de-Bellevue et son Arboretum Morgan en mai. La production bénéficie d'une autorisation pour poursuivre les prises de vues malgré la grève SAG-AFTRA.

## Sortie et accueil
Witchboard est présenté en avant-première le 26 juillet 2024 au festival FanTasia à Montréal,. Il sortira ensuite aux États-Unis, distribué par Gala Films.